# 岡部靖憲
岡部 靖憲（おかべ やすのり、1943年 - 2011年11月19日）は、日本の数学者。北海道大学理学部数学教室教授、東京大学工学部計数工学教室教授、明治大学先端数理科学研究科特任教授を務めた。東京大学名誉教授。

## 略歴
日本統治時代の台湾生まれ。1967年東京大学理学部卒業。1969年東京大学大学院理学系研究科修士課程（数学）修了。1974年理学博士（大阪大学）。
2011年11月19日、明治大学特任教授現職のまま死去。

## 業績
「実験数学」を提唱した。すなわち、数学の新しい姿として時系列解析を根本に「データからモデルへ」という姿勢を主張し、最初にモデルを決めて（たとえば自己回帰モデル）そこに実際のデータを当てはめる従来の統計学の手法に疑問を唱えた。「なぜそのモデルが使えると言えるのか」を考えずに天下り的に行う解析は危険であると主張した。とくに、「ブラック・ショールズモデルは現象への適用という観点から破綻していた」と強く批判した。 
岡部の理論は、KM2O-ランジュバン方程式論をもとに、時系列データのみを使ってそのデータから何を読み取れるか、すなわち複雑系事象の奥に潜む非線形構造を抽出する手法を緻密に構築したものである。
時系列データから、異常の発生を検出するTest(ABN)、因果関係を解析するTest(CS)、ダイナミクスを抽出するTest(D)などを定式化した。とくに因果解析は、従来の統計学では相関関係の有無や強さしか言えなかったものを、どちらが原因でどちらが結果であるかを具体的に明らかにする画期的な手法である。
時系列解析の対象は広く、オーロラ、株価などの経済データ、脳波などを実際に解析した。
最晩年は、T-正値性を満たす定常過程に付随するハミルトニアンを用いて、リーマンのゼータ関数を調べ、リーマン予想にも挑戦していた。

## 著作
- 『確率過程　応用と話題（共著）』培風館、1994年。
- 『時系列解析における揺動散逸原理と実験数学』日本評論社、2002年2月。ISBN 4535783438。
- 『確率・統計』朝倉書店〈応用数学基礎講座〉、2002年3月。
- 『数理工学への誘い（共著）』日本評論社、2002年。
- 『実験数学―地震波，オーロラ，脳波，音声の時系列解析』朝倉書店、2005年11月。ISBN 4-254-11109-6。
- 『確率・統計―文章題のモデル解法』朝倉書店、2009年6月。ISBN 4254111274。